# Епархия Анцирабе
 Епархия Анцирабе (лат. Dioecesis Antsirabensis) — епархия Римско-Католической церкви с центром в городе Анцирабе, Мадагаскар. Епархия Анцирабе входит в митрополию Антананариву.

## История
15 мая 1913 года Святой Престол учредил апостольскую префектуру Бутафо, выделив её из апостольского викариата Центрального Мадагаскара (сегодня — Архиепархия Антананариву).
24 августа 1918 года Римский папа Бенедикт XV выпустил бреве Laeto semper accipimus, которым преобразовал апостольскую префектуру Бутафо в апостольский викариат.
10 января 1921 года апостольский викариат Бутафо был переименован в апостольский викариат Анцирабе.
8 января 1938 года апостольский викариат Анцирабе передал часть своей территории для возведения новой апостольской префектуры Морондавы (сегодня — Епархия Морондавы).
14 сентября 1955 года Римский папа Пий XII выпустил буллу Dum tantis, которой преобразовал апостольский викариат Анцирабе в епархию.

## Ординарии епархии
- епископ Франсуа-Жозеф Дантин (24 июня 1913 — 5 июля 1941);
- епископ Эдуар Ростен (24 февраля 1942 — 18 мая 1946);
- епископ Жозеф-Поль Фути (13 февраля 1947 — 10 марта 1955);
- епископ Клод Роллан (19 декабря 1955 — 15 октября 1973);
- епископ Жан-Мари Ракотондрасоа (28 февраля 1974 — 19 июня 1989);
- епископ Филибер Рандриамбололона (19 июня 1989 — 17 декабря 1992);
- епископ Феликс Рамананариву (11 ноября 1994 — 13 ноября 2009);
- епископ Филипп Ранаивоманана (13 ноября 2009 — 6 сентября 2022 года).

## Источник
- Annuario Pontificio, Ватикан, 2007
- Бреве Laeto semper accipimus, AAS 10 (1918), стр. 433  (лат.)
- Декрет Quo in nonnullis, AAS 13 (1921), стр. 146  (лат.)
- Булла Dum tantis, AAS 48 (1956), стр. 113  (лат.)